# Ukrajinska rukometna reprezentacija
Ukrajinska rukometna reprezentacija predstavlja državu Ukrajinu u športu rukometu.
Krovna organizacija:
Trenutačni izbornik je Serhij Kušnirjuk (stanje na SP 2007.).

## Poznati igrači
- Ihor Andrjuščenko
- Jevhen Budko
- Jurij Kosteckij
- Vjačeslav Ločman
- Vitalij Nat
- Serhij Šelmenko
- Oleg Veliki – sada je igračem njemačke postave

## Nastupi na SP
- 2001.: 7.

## Nastupi naEP
- 2004.: 11.

Ukupno su nastupili 4 puta, a prvi put su nastupili 2000.
Ukupno su nastupili 2 puta, a prvi put su nastupili 2001.

## Vanjske poveznice
- Portret ukr. postave na 2007. na www.handball-wm-2007.de  Arhivirana inačica izvorne stranice od 6. veljače 2008. (Wayback Machine)